# 2005年至2006年圣安东尼奥马刺赛季
2005–06 圣安东尼奥马刺赛季為馬刺队加入NBA的第三十個賽季，在圣安东尼奥的第三十三個賽季，也是隊史第三十九個賽季。